# مستقبل الوهم
مستقبل الوهم (بالألمانية: Die Zukunft einer Illusion) كتاب قام بتأليفه سغموند فرويد عام 1927. يحكي في هذا الكتاب رؤيته عن أصل ونشأة الاديان وتطورها ويحللها تحليلا نفسيا ويكتب عن مستقبل الأديان. ويرى فرويد ان الأديان عبارة عن اعتقادات خاطئة.

## الدين عبارة عن وهم
بالنسبة لفرويد الأديان عبارة عن أوهام وأمنيات. يقول فرويد في الفصل السادس من هذا الكتاب: «ظهرت الاديان نتيجة رغبات وأماني قوية أرادها البشر منذ القدم». ويفرق فرويد بين الأوهام والأخطاء ويضرب مثالين عليهما، المثال الأول عن الخطأ هو أن أرسطو كان يظن أن الهوام هي تطور طبيعي لروث الحيوانات أما مثال الوهم فهو أن يعتقد مجموعة من العنصريين أن العرق الآري هو الوحيد الذي يستحق الحضارة. وهذا وهم لأنه ببساطة حقائق مبنية على تمنيات. ويوضح فرويد ذلك: «ما يميز الوهم عن غيره أنه مستمد أساسا من أمنيات الإنسان، لكن ليس بالضرورة أن تكون كل الأوهام خاطئة» ويعطي مثالا على ذلك هو أن فتاة فقيرة تحلم وتتوهم بأن أميرا سيتزوجها وهذا الأمر غريب لكنه ليس مستحيلا.

## أصول وتطور الدين
يقول فرويد ان الدين عبارة عن اوهام مقدسه. ثم يقول ان الفرد هو عدو المجتمع وعدو للتحضر. وان لدى الفرد رغبات خطرة لابد ان يكبحها لحماية هذا المجتمع. «ومن هذه الرغبات زنا المحارم واكل لحوم البشر والرغبة في القتل». ويرى فرويد ان طبيعة الإنسان هي انه غير اجتماعي ومتمرد دائما وعنده رغبه جنسية قوية جدا ورغبة في الدمار. وتظهر رغبة الإنسان في التدمير عندما يكون مجبرا على التعامل مع غيره في مجتمع واحد. ويرى فرويد انه لا بد من سيطرة الاقلية على الاكثرية في المجتمع ثم يقول «وهذا لان افراد المجتمع عموما ليسوا على قدر كبير من الذكاء والثقافة لانهم لا يستطيعون كبح هذه الغرائز والرغبات ولا يمكن اقناعهم بضرورة نكران هذه الرغبات والغرائز، وهذه الاقلية تحمي هذه الجموع من بعضها البعض وتضبط تصرفاتهم».

## التحليل النفسي للدين
الدين في تحليل فرويد هو نتيجة لعقدة أوديب. وهو نتيجة لعجز الإنسان أمام العالم حيث ينتظره صراع مع الحضارة وصراع مع الطبيعة ومن ثم مواجهة الموت. الإنسان يحتاج إلى الله مثل حاجة الطفل إلى أبيه. يقول فرويد «مهام الإله هي ثلاث أن يبعد عن الناس شرور الطبيعة. وأن يعطي الإنسان الرضى بالقدر. وأن يعوض الإنسان عن المعاناة والتضحيات التي يقوم بها هذا الإنسان في حياته.»

## روابط خارجية
- مستقبل الوهم على موقع الموسوعة البريطانية (الإنجليزية)